# Горня Пака
Горня Пака (словен. Gornja Paka) — поселення в общині Чрномель, Південно-Східна Словенія, Словенія. Висота над рівнем моря: 208,7 м.